# The Kid from Kokomo
The Kid from Kokomo è un film del 1939 diretto da Lewis Seiler.
È una commedia a sfondo romantico statunitense con Pat O'Brien, Wayne Morris, Joan Blondell, May Robson e Jane Wyman.

## Produzione
Il film, diretto da Lewis Seiler su una sceneggiatura di Richard Macaulay, Jerry Wald, Michael Fessier e Ring Lardner Jr. e un soggetto di Dalton Trumbo, fu prodotto da Samuel Bischoff per la Warner Bros. e girato nei Warner Brothers Burbank Studios a Burbank, California, da inizio dicembre 1938 a metà gennaio 1939. Il titolo di lavorazione fu  Broadway Cavalier.

## Distribuzione
Il film fu distribuito negli Stati Uniti dal 23 maggio 1939 al cinema dalla Warner Bros.
Altre distribuzioni:
- in Portogallo il 1º ottobre 1942 (Eu Quero a Mamã!...)
- nel Regno Unito (Orphan of the Ring)